# 大島通義
大島 通義（おおしま みちよし、1929年〈昭和4年〉6月27日 - ）は、日本の経済学者。東京都出身。慶應義塾大学名誉教授。財政学専攻。

## 人物
研究テーマはドイツ財政社会学。

## 経歴
- 1947年 - 東京高等師範学校附属中学校（現・筑波大学附属中学校・高等学校）卒業
- 1952年 - 慶應義塾大学経済学部卒業
- 1954年 - 慶應義塾大学経済学部副手
- 1957年 - 慶應義塾大学大学院経済学研究科単位取得退学。経済学部助手
- 1962年 - 慶應義塾大学経済学部助教授
- 1973年 - 慶應義塾大学経済学部教授
- 1995年 - 慶應義塾大学定年退職、名誉教授。獨協大学教授
- 2000年 - 獨協大学退職

## 著作

### 単著
- 『総力戦時代のドイツ再軍備』（同文舘出版、1996年）
- 『予算国家の「危機」』（岩波書店、2013年）

### 共著
- （井手英策）『中央銀行の財政社会学』（知泉書館、2006年）

### 共編著
- （宮本憲一・林健久）『政府間財政関係論』（有斐閣、1989年）
- （神野直彦・金子勝）『日本が直面する財政問題』（八千代出版、1999年）

### 翻訳
- ハナ・アーレント『帝国主義』（大島かおりとの共訳、みすず書房、1972年）
- R. L. カリイ・L. L. ウェイド『政治交換の理論』（勁草書房、1977年）
- D. シェーンボウム『ヒットラーの社会革命』（大島かおりとの共訳、而立書房、1978年）